# Fígols
Fígols település Spanyolországban, Barcelona tartományban. Lakosainak száma 41 fő (2024).

## Földrajza
Fígols Saldes, Vallcebre, Cercs, Castellar del Riu, Montmajor, Guixers és Gósol községekkel határos.

## Népesség
A település lakosságának változását az alábbi diagram mutatja:
| Lakosok száma | 125  | 164  | 250  | 228  | 38   | 47   | 48   | 43   | 42   | 41   |
|               | 1717 | 1887 | 1936 | 1960 | 1986 | 2004 | 2009 | 2014 | 2019 | 2024 |